# Episodi di Manifest (quarta stagione)
La quarta e ultima stagione della serie televisiva Manifest, composta da 20 episodi, è distribuita globalmente da Netflix che ha acquistato la serie dopo la cancellazione da parte della NBC.
La stagione è stata divisa in due parti, entrambe da 10 episodi: la prima distribuita il 4 novembre 2022 e la seconda il 2 giugno 2023.
| nº      | Titolo originale               | Titolo italiano                   | Pubblicazione   |
| Parte 1 | Parte 1                        | Parte 1                           | Parte 1         |
| ------- | ------------------------------ | --------------------------------- | --------------- |
| 1       | Touch and Go                   | Touch and Go                      | 4 novembre 2022 |
| 2       | All Call                       | Chiamata per tutti                | 4 novembre 2022 |
| 3       | High Flight                    | Volo ad alta quota                | 4 novembre 2022 |
| 4       | Go-Around                      | Diversione                        | 4 novembre 2022 |
| 5       | Squawk                         | Risposta                          | 4 novembre 2022 |
| 6       | Relative Bearing               | Rotta relativa                    | 4 novembre 2022 |
| 7       | Romeo                          | Romeo                             | 4 novembre 2022 |
| 8       | Full Upright & Locked Position | In posizione verticale e bloccato | 4 novembre 2022 |
| 9       | Rendez-vous                    | L'incontro                        | 4 novembre 2022 |
| 10      | Inversion Illusion             | Illusione di inversione           | 4 novembre 2022 |
| Parte 2 |                                |                                   |                 |
| 11      | Final Descent                  | Fase di discesa                   | 2 giugno 2023   |
| 12      | Bug Out                        | Vola via                          | 2 giugno 2023   |
| 13      | Ghost Plane                    | Aereo fantasma                    | 2 giugno 2023   |
| 14      | Fata Morgana                   | Fata Morgana                      | 2 giugno 2023   |
| 15      | Throttle                       | Manetta                           | 2 giugno 2023   |
| 16      | Furball                        | Zuffa aerea                       | 2 giugno 2023   |
| 17      | Threshold                      | La soglia                         | 2 giugno 2023   |
| 18      | Lift/Drag                      | Efficienza aerodinamica           | 2 giugno 2023   |
| 19      | Formation                      | Formazione                        | 2 giugno 2023   |
| 20      | Final Boarding                 | Ultima chiamata                   | 2 giugno 2023   |

## Touch and Go
- Titolo originale: Touch and Go
- Diretto da: Romeo Tirone
- Scritto da: Jeff Rake e Simran Baidwan

### Trama
La nuova stagione inizia con un anziano asiatico su cui vengono fatti esperimenti prima che una luce intensa riveli che l'anziano uomo è un passeggero del volo 828 che riesce a fuggire dal laboratorio con una borsa. Ben viene mostrato che affigge poster di Eden con la sua foto da bambina e una ricostruzione di lei 2 anni più grande, rivelando che sono passati due anni da quando Grace è stata uccisa e Eden è stata rapita. Michaela ha una chiamata che le mostra una nave e dei container insieme ai petali di Sakura. Trova il container in cui l'ha condotta la chiamata e trova l'anziano asiatico (dall'inizio della puntata) con le parole "Stone 828" scolpite sul braccio sinistro. Dopo aver portato l'anziano da Saanvi e Vance, scoprono che è il passeggero che sarebbe stato giustiziato due anni prima a Singapore. L'anziano chiede ripetutamente del ragazzo e credono si riferisca a Cal. 
Intanto Ben ha una chiamata insieme a colei che li aiutò quando Cal, durante le precedenti stagioni, era collegato in qualche modo con l'uomo sottoposto ai test torturandolo. La chiamata li conduce in una campagna con un mulino a vento e lapidi: qui salvano un bambino e un uomo ferito in un fiume, mentre Ben credeva fosse Eden. 
In una serie di flashback vengono rivelati gli eventi di due anni prima: Ben è tornato a casa e ha scoperto che il corpo di Grace veniva portato via e ha appreso che Eden era stata rapita da Angelina, e Cal con sua sorpresa scopre che era invecchiato di 5 anni e mezzo. Alla fine l'anziano rivela di aver portato una scatola per Cal che, con l'aiuto di Vance e Michaela, la recupera dal container al porto: si rivela essere la scatola nera del volo 828 che in qualche modo era ricomparsa.
Si scopre che Eden si trova con Angelina e l'aiutante della chiamata di Ben in una casa.

## Chiamata per tutti
- Titolo originale: All Call
- Diretto da: Dean White
- Scritto da: Laura Putney e Darika Fuhrmann

### Trama
Nel flashback: Ben e gli altri partecipano al funerale di Grace. Nel presente: Kim si riprende e racconta di essere stato una cavia per oltre due anni. Solo lui è stato in grado di sentire più livelli di voci nella registrazione della scatola nera, mentre gli altri sentono solo l'elettricità statica. Un'Angelina in fuga tinge e taglia i capelli di lei e di Eden per nascondere le loro identità. Cerca rifugio presso una donna che poi le rinchiude in una stanza. In un nuovo ufficio della divisione di polizia, chiamato "Registro", i passeggeri dell'828 devono effettuare regolarmente il check-in. Adrian riceve una chiamata della casa in cui è intrappolata Angelina. Le trova e con riluttanza le aiuta a scappare. Adrian, ancora sconvolto dalle azioni di Angelina, accetta comunque di proteggere lei ed Eden nel suo recinto. Saanvi fa visita a Ben e gli racconta della scatola nera, ma quest'ultimo non mostra alcun interesse, avendo perso ogni fede nelle chiamate. Ben rintraccia una pista e viene ricondotto a casa di Anna Ross. Anna confessa di aver protetto Angelina ed Eden, convinta da Angelina che Ben fosse malvagio, ma ora sa che le è stato mentito. Mentre è lì, Ben vede i disegni di Eden e si rende conto che condividevano una chiamata. Nel frattempo, Saanvi, ascoltando il nastro, riesce a modulare la frequenza ed è in grado di ascoltare tutte le chiamate che Ben, Michaela, Cal, Saanvi e Zeke abbiano mai avuto.

## Volo ad alta quota
- Titolo originale: High Flight
- Diretto da: Romeo Tirone
- Scritto da: Margaret Easley e MW Cartozian Wilson

### Trama
Ben cerca di far riaprire dalla polizia il caso del rapimento di Eden ma inutilmente, così su consiglio di Jared, insieme a Michaela si reca al Registro  in cerca di aiuto. Michaela ha una chiamata che la conduce al copilota Amuta del volo 828 che le descriva nei dettagli cosa ha visto insieme al comandante Daly nella cabina di pilotaggio durante la tempesta di fulmini. Intanto Cal mostra a Saanvi la cicatrice  a forma di drago che gli è apparsa sul braccio. Adrian continua a tenere nascoste agli altri passeggeri Angelina ed Eden, ma poi lo confessa ad Eagan che è ancora rinchiuso in carcere. Ben capisce di essere in connessione con Eden attraverso i suoi disegni; subito dopo riceve una telefonata da Eagan che gli dice di sapere dove è nascosta la figlia.

## Diversione
- Titolo originale: Go-Around
- Diretto da: SJ Main Munoz
- Scritto da: Matt K. Turner e Ezra W. Nachman

### Trama
Cal non riesce a dare un significato alle parole di Fiona (la studiosa scomparsa con il Comandante Daly) e con Olive tenta di decifrare i vari simboli raccolti durante le chiamate. Michaela ha una chiamata e con l’aiuto di Drea riesce ad incontrare Kyle, un passeggero che non si è mai presentato al Registro e che non può fare visita alla madre malata in ospedale perché verrebbe immediatamente arrestato. Con l’aiuto di Zeke, che diventa sempre più empatico per il dolore altrui, i due riescono ad entrare di nascosto in ospedale e a riportare a casa la donna ormai morente. Nel frattempo Ben incontra Eagan che gli chiede di farlo uscire dal carcere in cambio delle informazioni sul luogo dove è nascosta Angelina. Vance riesce ad ottenere il suo rilascio ma Ben, con la convinzione di non mettere altre persone in pericolo, si reca da solo al luogo indicato da Eagan.

## Risposta
- Titolo originale: Squawk
- Diretto da: Mike Smith
- Scritto da: Simran Baidwan e Sumerah Srivastav

### Trama
Ben è rinchiuso, legato ed imbavagliato nel Rifugio di Adrian, dove si ritrova anche Jared per interrogare Erika, una passeggera che ha comprato un’ingente quantità di fertilizzante. Vance e Michaela cercano di scoprire dove si trova Ben, che sembra essere scomparso nel nulla. Erika costruisce delle bombe che posiziona in tutta la casa e consegna ad Angelina un detonatore da usare nel caso dovesse ritornare la polizia. Grazie ad una chiamata, Michaela riesce a scoprire dove si trova Ben, e, insieme a Jared e Zeke si reca al Rifugio. Angelina ed Erika, completamente impazzite, hanno fatto tutti i passeggeri prigionieri, mentre Ben riesce a liberarsi. Cal, grazie a Saanvi al laboratorio, ha una chiamata che gli fa capire che solo lui può salvare Eden e il padre. Ben trova Eden e si precipita fuori insieme ai passeggeri liberati da Michaela, subito dopo Angelina fa esplodere le bombe. Cal si salva, mentre Adrian ed Angelina risultano dispersi. Zeke, nel tentativo di salvare Michaela, spara ad Erika con la pistola di Jared. Adrian sopravvive all’esplosione ed aiuta ancora una volta Angelina.

## Rotta relativa
- Titolo originale: Relative bearing
- Diretto da: Harvey Waldman
- Scritto da: Laura Putney e Ryan Martinez

### Trama
Eden è finalmente a casa con tutta la sua famiglia anche se chiede continuamente di Angelina credendola la sua mamma. Cal ha continui attacchi di tosse che gli fanno ipotizzare che il cancro sia ritornato, ma preferisce tenere nascoste a tutti le sue condizioni. Jared teme che si possa risalire alla sua pistola e collegarlo quindi alla morte di Erika, ma Vance accorre in suo aiuto. Zeke non riesce più a controllare i propri istinti quando assorbe la rabbia altrui e, dopo un attacco ad un paziente, viene licenziato e ha una ricaduta. Michaela ha una chiamata che la porta a scoprire l’omicidio di un passeggero che aveva aiutato Angelina per alcuni mesi. Jared e Drea arrestano un poliziotto corrotto, che però non risulta essere l’omicida. Angelina ha trovato rifugio a casa della madre, ma cerca in ogni modo di mettersi in contatto con Eden. Cal acconsente a farle parlare a telefono, ma Ben lo scopre e litiga pesantemente con il figlio. Cal decide di andare via per un po' ma, appena fuori casa, sviene e viene soccorso da Zeke. Ben, nel tentativo di conquistare Eden, invita a casa Anna che però poco dopo viene brutalmente uccisa nella sua casa.

## Romeo
- Titolo originale: Romeo
- Diretto da: Josh Dallas
- Scritto da: Ezra W. Nachman e Darika Fuhrmann

### Trama
Zeke accompagna Cal dalla dottoressa Alex che pensa che il cancro possa essere tornato. Anna e Sam, i passeggeri uccisi, hanno entrambi ospitato Angelina ed Eden. Cal si frequenta con una ragazza di nome Violet. Ben segue una chiamata di Eden che lo porta in un istituto di neurologia dove sono ricoverati alcuni passeggeri, incluso Marko. Zeke si confida con Alex riguardo alla sua ricaduta; Alex, a sua volta, gli rivela di essere stata in aeroporto ad aspettare Saanvi il giorno in cui l'828 sarebbe dovuto atterrare. Violet racconta a Cal che lavorava in un asilo e aveva aiutato Angelina con la bambina ma non immaginava quello che aveva fatto. I due poco dopo si baciano. Eden chiama Ben papà. Jared comunica a Michaela, Ben e Cal che il registro pensa di aver trovato il killer; il cadavere di Violet è stato trovato e Gabriel è il sospettato.

## In posizione verticale e bloccato
- Titolo originale: Full Upright & Locked Position
- Diretto da: Erica Watson
- Scritto da: Matt K. Turner e Jimmy Blackmon

### Trama
Gli agenti di polizia irrompono in casa Stone e arrestano Gabriel. Drea cerca di evitare che dalle impronte prelevate risalgano all'identità di Cal. La madre di Angelina, Noelle, si scopre essere il killer che ora tiene in ostaggio Adrian. Quest'ultimo chiede aiuto in una chiamata ricevuta da Eagan. Saanvi prova degli esperimenti tramite lo zaffiro per replicare la chiamata ricevuta da Eagan. Zeke e Olive investigano sugli zaffiri omega e lui le parla della sua ricaduta e del fatto che lo deve ancora dire a Michaela. Ben riceve una chiamata che lo conduce dalla dottoressa Alex; l'obiettivo è impedire al registro di scoprire la vera identità di Gabriel tramite esame del DNA. Jared, Michaela e Vance riescono a salvare Adrian proprio quando Noelle stava per ucciderlo. Drea però li informa che Noelle ha un alibi per l'omicidio di Violet. Lei è complice degli omicidi ma il vero killer presto si scopre essere il marito. Dopo essersi introdotto in casa Stone per prendere Eden, scaturisce uno scontro con Zeke che resta ferito ad una gamba. Sarà proprio Olive a fermarlo buttandolo giù da una finestra uccidendolo. Zeke finalmente confessa a Michaela la sua ricaduta, lei lo abbraccia. TJ torna a casa da Olive.

## L'incontro
- Titolo originale: Rendez-vous
- Diretto da: Cheryl Dunye
- Scritto da: MW Cartozian Wilson e Sumerah Srivastav

### Trama
Alex e Saanvi comunicano a Ben e Cal che il cancro non dà segni di remissione e non c'è più nulla da fare. Gli restano poche settimane di vita. Seguendo una chiamata, Michaela e Saanvi si incontrano con Eagan e Leo. Sono convinti che risolvendo il puzzle troveranno lo zaffiro. Eagan tradisce Michaela, Saanvi e Leo scappando con lo zaffiro trovato, dopo averli chiusi all'interno del tempio. Vengono salvati da Thomas. A fine episodio Eagan viene aggredito e derubato della pietra.

## Illusione di inversione
- Titolo originale: Inversion illusion
- Diretto da: Romeo Tirone
- Scritto da: Jeff Rake e Margaret Easley

### Trama
Angelina ha con sé lo zaffiro Omega dopo averlo rubato ad Eagan. Cal dice a Michaela, Ben e Olive di trovare la pietra perché forse tramite essa può esserci speranza di aiutarlo a sconfiggere la malattia. Ben riceve una chiamata che mostra Grace chiedere di vedere sua figlia Eden prima di aiutarlo con Cal. Ben decide quindi di portarla al cimitero sulla tomba della madre e dopo poco appare Grace che gli chiede un favore; lasciare che Eden torni a stare con Angelina. Ben a quel punto capisce che la visione di Grace è falsa dal colore errato degli occhi; era una falsa chiamata creata da Angelina, che poco dopo appare per portare via Eden ma Ben riesce a scappare con la figlia. Angelina sta creando false chiamate tramite lo zaffiro. Ben e Michaela cercano di fermarla, ma sarà Cal a farlo, connettendosi in chiamata con Angelina e distruggendo lo zaffiro. Alcuni agenti irrompono nella struttura di Vance. Viene dato l'ordine di arrestare tutti i passeggeri dell'828. Zeke sente Olive dire a TJ che se un passeggero (un drago) entrasse in contatto con lo zaffiro, questa potrebbe essere la chiave per salvare il mondo. Cal è il drago. Zeke comprende che lui è l'unico in grado di salvare Cal, facendosi carico del suo dolore e curandolo a costo della sua vita. Chiama Michaela per salutarla.

## Fase di discesa
- Titolo originale: Final Descent
- Diretto da: Romeo Tirone
- Scritto da: Jeff Rake e Simran Baidwan

### Trama
Sono trascorsi 8 mesi e tutti i passeggeri (meno 13 fuggitivi, sui quali il governo ha messo una taglia di 50 mila dollari) vengono trattenuti in un centro di detenzione dell’NSA per essere studiati; tra gli scienziati che svolgono esperimenti sui passeggeri c’è anche Saanvi. Ben riceve la visita di Olive ed Eden, mentre Michaela ha una visione di Zeke, il quale comunica con lei attraverso il tempo e lo spazio dopo essere stato mandato nel Bagliore in seguito alla sua prima morte nella caverna. Bethany ha una chiamata che coinvolge sua moglie, Georgia, e cerca di uscire dal centro, ma viene sedata. Vance aiuta Michaela e Ben a fuggire per poter risolvere la chiamata. Entrambi tornano a casa, dove Cal riesce ad interpretare la chiamata di Bethany. Michaela e Ben vanno da Priscilla, la madre di Zeke, che dà loro la sua auto e del denaro per aiutare Cal e Olive. Dopo essersi incontrati con Georgia, si recano in un fienile dove vengono attaccati dal loro vecchio nemico Xiano Billy. Michaela riesce a disarmarlo e lo lascia legato alla sua auto, dove viene poi trovato da Jared e Drea. Georgia confessa di essere in contatto con un gruppo di persone che gestisce un rifugio nel quale si nascondono 9 dei 13 passeggeri fuggitivi. Ben e Michaela le consigliano di raggiungere il rifugio e poco dopo, nei pressi di un frutteto non troppo distante dal fienile, trovano una grande voragine nel terreno, chiaro segno del recente impatto di un aereo che si è schiantato al suolo. Ben comprende che per poter salvare la scialuppa è necessario restare vicino ai passeggeri, quindi decide di consegnarsi all’NSA per tornare nel centro di detenzione. Dopo essersi arreso, sussurra a Vance del sito di impatto che ha trovato nel terreno vicino al frutteto. Mentre è in isolamento, scopre che anche Michaela (dopo aver avuto un’altra visione di Zeke) è tornata nel centro. Uno sconvolto Vance trova il sito nel frutteto. Al centro di detenzione, il direttore dell'NSA Zimmer entra in una stanza dove il comandante Daly è legato a un letto e lo fa sedare.

## Vola via
- Titolo originale: Bug Out
- Diretto da: Romeo Tirone
- Scritto da: Margaret Easley e Darika Fuhrmann

### Trama
Angelina si nasconde in un campo per senzatetto a St. Louis, in Missouri. Michaela è ancora nella cella di isolamento e ha un’altra visione di Zeke. Poco dopo, viene convocata da Vance e Zimmer per aiutare Jared a risolvere la chiamata di Joe, il passeggero al quale è stato portato via il figlio subito dopo l’arresto. Ben è in una sorta di trance e scrive compulsivamente e ripetutamente sul muro della sua cella le parole “Wake Him Up” (“Sveglialo”). Ridestatosi, lui e Saanvi comprendono che le parole scritte sul muro sono in realtà una mappa del centro di detenzione; riescono a decifrarla e raggiungono la cella in cui è rinchiuso Daly, ancora legato a letto e sedato. Saanvi riesce a svegliarlo, ma non potendo fare molto per lui e temendo di essere scoperti, lei e Ben lasciano la stanza del comandante, promettendo di tornare ad occuparsi di lui in seguito. Con l’aiuto di Luis (il fratello di Jared) e di Cal (il quale entra volontariamente nella chiamata di Joe), Michaela e Jared si recano presso una gioielleria e scoprono un traffico di minori; tra le vittime c’è anche Charlie, il figlio di Joe. Grazie all’intercessione di Jared, il bambino viene affidato alla famiglia di Luis, aspettando il giorno in cui suo padre sarà scarcerato. In una chiamata, Cal incontra Angelina sull’aereo; lei gli ricorda quanto loro due siano connessi, ma lui non vuole ascoltarla e fugge via. In seguito, Cal si reca presso il frutteto per esaminare il sito di impatto, e nel fienile poco distante trova il corpo esanime di una donna. Nel centro di detenzione, il direttore Zimmer entra nella cella di Daly ed è sorpresa di trovarlo sveglio; tenta di interrogarlo, ma dalla bocca spalancata del comandante fuoriesce uno sciame di insetti. 

## Aereo fantasma
- Titolo originale: Ghost Plane
- Diretto da: SJ Main Muñoz
- Scritto da: Matt K. Turner e Sumerah Srivastav

### Trama
La donna trovata da Cal nel fienile è Fiona Clarke, la neuroscienziata che era scomparsa insieme a Daly. Fiona è bloccata in una chiamata senza fine, in una sorta di stato catatonico. Come già fatto con Bethany e Joe, Cal tenta di risolvere la chiamata; tornato sull’aereo, nota che tanto dalla cabina di pilotaggio quanto dal posto di Fiona spuntano due grandi ulivi. Raccoglie due olive da questi alberi e riesce a portarle con sé una volta uscito dalla chiamata. Poco dopo, Fiona ha una crisi respiratoria. Cal si connette con la coscienza divina e riesce a contattare Saanvi, la quale guida a distanza la mano del ragazzo mentre pratica un’incisione nel torace di Fiona per collocare una cannuccia che possa aiutarla a respirare. Nel frattempo, nel centro di detenzione si scopre che gli insetti usciti dalla bocca di Daly sono locuste estinte da più di un secolo; inoltre, sul corpo del comandante sono comparse delle strane bolle, segno di una grave malattia che contagia e uccide rapidamente alcune guardie. Per meglio comprendere la natura di queste piaghe, Saanvi entra di nuovo nella cella di Daly per sottoporlo ad alcuni test. Ben ha una chiamata che porta Michaela e Jared (incaricati di risolverla) a mettersi in contatto con Nazir e Farnaz Tehrani, i genitori di Eagan. Si scopre che Cheryl, la pupilla di Eagan, ha truffato i parenti dei passeggeri detenuti; Jared e Michaela le tendono una trappola, riuscendo ad arrestarla. Tutto questo permette ad Eagan di riallacciare i rapporti con la sua famiglia. Grazie al potere dello zaffiro incastonato nella sua mano, Angelina viene a conoscenza degli ulivi nella chiamata di Cal e della presenza di Fiona a casa degli Stone. Leggendo una pagina della Bibbia e interpretando tutto questo come un segno, crede definitivamente di essere stata chiamata da Dio per compiere la sua missione; così, sempre grazie allo zaffiro, si finge Olive e convince Eden a rimuovere la cannuccia dal torace di Fiona, uccidendola. Subito dopo, lascia il campo di St. Louis a bordo di un furgone e si dirige verso New York.

## Fata Morgana
- Titolo originale: Fata Morgana
- Diretto da: Claire Fowler
- Scritto da: MW Cartozian Wilson e Ryan Martinez

### Trama
Una nuova piaga colpisce il centro di detenzione: l’acqua si trasforma in sangue, portando le autorità del centro ad avviare un lockdown d'emergenza. Saanvi convince il figlio del comandante Daly, Patrick, a donare sangue e midollo osseo, nella speranza di riuscire a trovare un siero che possa fermare la piaga. Dopo un colloquio con Eden, Olive apprende da Cal che Angelina è ancora viva ed entrambi si rendono conto che è stata lei a causare la morte di Fiona. Cal si proietta da Angelina e lei cerca di convincerlo nuovamente a schierarsi dalla sua parte, senza successo; Cal, inoltre, scopre con orrore che lo zaffiro è incastonato nella mano della ragazza. Jared e Vance arrivano a casa degli Stone e apprendono cosa è successo a Fiona, mentre Cal fornisce una descrizione del luogo in cui Angelina si nasconde. Mediante una proiezione che le permette di fingersi Patrick, Angelina spinge Daly ad evadere dalla sua cella; nonostante Ben cerchi di convincerli a non farlo, le guardie sparano al comandante, che muore tra le braccia di Ben. Jared trova Angelina e la arresta per l'omicidio di Grace e il rapimento di Eden. Zeke appare un’ultima volta a Michaela e le fa capire che il suo tempo nel Bagliore (quindi anche il loro tempo insieme) volge rapidamente al termine e che presto lei avrà un compito importante da svolgere. Michaela, infatti, subito dopo aver aiutato Polly (la passeggera incinta) a dare alla luce la propria bambina, si ritrova nella grotta in cui rimase intrappolato Zeke. Lui non la riconosce, ma lei lo esorta ad uscire dalla grotta per recarsi nella baita ai piedi della montagna, e lo invita a ripetere continuamente la frase “Trovala”, proprio com’era avvenuto nella chiamata che rese possibile il loro primo incontro. Vance, Ben e Saanvi comprendono che anche la morte di Daly, oltre a quella di Fiona, è opera di Angelina; la ragazza, così, viene portata da Jared nel centro di detenzione.

## Manetta
- Titolo originale: Throttle
- Diretto da: Romeo Tirone
- Scritto da: Laura Putney e Ezra W. Nachman

### Trama
Le acque del fiume vicino al centro di detenzione si tingono di un inquietante colore rosso sangue. Nonostante le raccomandazioni di Ben, il direttore Zimmer stringe un accordo con Angelina: la ragazza sarà rilasciata se userà i suoi poteri per convincere i passeggeri fuggitivi ad abbandonare il loro rifugio e a recarsi nel centro. Il co-pilota Amuta, uno dei fuggitivi, si consegna all’NSA, sostenendo di averlo fatto su consiglio di Daly. Questo porta Ben a capire che Zimmer e Angelina sono d’accordo; ottiene dal direttore il permesso di parlare alla stampa e tramite il suo discorso, usando una parola chiave, riesce ad avvisare i fuggitivi dell’imminente pericolo, consentendo loro di scappare poco prima che la polizia faccia irruzione nel nascondiglio. Avendo trovato il rifugio vuoto, Zimmer, furiosa, ordina a Saanvi di rimuovere lo zaffiro dalla mano di Angelina, ma l’operazione risulta impossibile: la pietra, infatti, è stata ormai assorbita dal corpo della ragazza. In un disperato tentativo di fermarla, Ben inietta ad Angelina il siero che Saanvi aveva ideato per rimuovere le chiamate. Le conseguenze sono drammatiche: le urla di Angelina, infatti, riverberano l’effetto del siero su tutti i passeggeri, cancellando in tutti quanti la possibilità di ricevere nuove chiamate. Nel caos che segue, Eagan e Angelina fuggono dal centro e si recano nel nuovo rifugio dei passeggeri fuggitivi. Steve, il padre di Michaela, collassa dopo averle dato un messaggio di Olive per TJ. Dopo aver ricevuto una chiamata su alcuni boschi e un ruscello, Michaela convince Zimmer a far uscire lei e Jared dal centro per indagare. Drea rimuove il chip di localizzazione dal braccio di Michaela, permettendole così di recarsi da suo padre in ospedale. Scopre che Steve ha avuto un ictus e che avrà bisogno di tempo e cure per riprendersi; per non lasciarlo solo, Michaela non fa più ritorno nel centro, diventando, di fatto, una fuggitiva. Jared decide di restare con lei. Poco prima che Zimmer la faccia trasferire in un altro reparto, Saanvi scopre che il colore rosso del fiume è dovuto ad un’intensa attività vulcanica che sta avvenendo sotto la città. Rimasto solo con Ben, TJ gli comunica il messaggio che gli ha mandato Olive: la carta del mondo dei tarocchi di Al-Zuras mostra un fiume rosso che porta ad un vulcano pronto ad eruttare. Si tratta di un drammatico avvertimento: il mondo, ormai, è prossimo alla fine.

## Zuffa aerea
- Titolo originale: Furball
- Diretto da: Stacey Muhammad
- Scritto da: Matt K. Turner e Darika Fuhrmann

### Trama
Michaela e Jared si prendono cura di Steve nascosti nella vecchia casa di Tarik, il fratellastro di Grace. In seguito ad un terremoto, si apre una grande faglia nel centro di detenzione nella quale precipitano alcune guardie e il cadavere del comandante Daly. Il direttore Zimmer avvia il protocollo di isolamento: tutto il personale esce dal centro lasciando all’interno i passeggeri, impossibilitati ad andarsene e abbandonati per sempre al loro destino. Uno sconcertato Vance consegna di nascosto a Ben le chiavi di accesso alla dispensa del cibo e promette di prendersi cura della sua famiglia. Olive ed Eden, che si erano recate a far visita a Ben, rimangono bloccate nel centro una volta avviato l’isolamento, riunendosi con TJ e con lo stesso Ben. Nel nuovo rifugio dei passeggeri, i fuggitivi intimano ad Angelina di andarsene, ma lei riesce a conquistarli e a convincerli di essere la prescelta di Dio grazie all’intercessione di Eagan. Una guardia tenta di sparare ai passeggeri rimasti nel centro detentivo, ma viene convinta a non farlo da Ben e dalle dolci parole di Eden. Vance si riunisce con Cal e lo mette al corrente della sorte toccata a Ben e alle sue sorelle, scoprendo, con grande stupore, che il ragazzo è l’unico ancora in grado di ricevere chiamate; ne seguono una e riescono a salvare Michaela da Tom, un Xiano che cercava di ucciderla.  Rimasti soli e abbandonati nel centro, i passeggeri, sotto la guida di Ben, tentano di riorganizzarsi, provando a resistere per i successivi nove mesi che li separano dalla data di morte. Cal, nel frattempo, scopre di essere in grado di poter sfruttare i suoi poteri per accedere alle chiamate di tutti i passeggeri e, una alla volta, provare a risolverle. 

## La soglia
- Titolo originale: Threshold
- Diretto da: Bosede Williams
- Scritto da: MW Cartozian Wilson e Sumerah Srivastav

### Trama
È il 2 Maggio 2024 e manca ormai solo un mese alla data di morte. Nel centro di detenzione il cibo inizia a scarseggiare e una scossa di terremoto disattiva il generatore elettrico; la mancanza di elettricità mette a repentaglio le vite dei passeggeri che erano stati vittime degli esperimenti del Maggiore, attaccati alle macchine per sopravvivere. Michaela, Jared e Vance hanno passato gli ultimi mesi cercando di aiutare Cal a risolvere le chiamate. Il ragazzo appare esausto, ma decide comunque di andare avanti e affronta una nuova chiamata nella quale ha a che fare con delle piante rampicanti dai fiori viola. Si tratta della chiamata di Autumn Cox; la donna, insieme ad altri passeggeri fuggitivi (tra cui Astrid), è ormai una fervente seguace di Angelina, e tutto il suo gruppo si nasconde nella vecchia casa disabitata degli Stone. Qui Jared trova una foto che ritrae Autumn davanti ad un edificio sulla cui facciata sono presenti le stesse piante rampicanti della chiamata. Vance riesce a localizzare questo edificio: è di proprietà di Drea ed è attaccato al centro detentivo. Drea è incinta e ha trascorso gli ultimi mesi cercando di aprire una breccia nel muro che collega l’edificio al centro, per permettere ai passeggeri di fuggire. Grazie all’aiuto di Jared e Cal, accorsi sul posto, riesce a completare il lavoro, consentendo a Ben di riabbracciare suo figlio e riportando l’elettricità in tutto il centro. Anche Michaela e Vance, insieme a Steve, si recano nel centro; tutta la famiglia è, dunque, nuovamente riunita. Ben spiega ai passeggeri che Cal è ancora in grado di ricevere chiamate, dando una nuova speranza alla scialuppa qualora decidessero di restare tutti insieme. Alcuni passeggeri lasciano il centro, ma molti scelgono di rimanere, dando fiducia a Ben. Drea confessa a Jared che il bambino che porta in grembo è suo e Jared si dice felice di poter finalmente realizzare il suo sogno di diventare padre. Astrid, intanto, decide di lasciare il gruppo di Angelina. Cal si reca a far visita a Marko. Quando l’uomo, ancora in stato catatonico, gli afferra brevemente il braccio, il ragazzo ha la visione di un pavone con due pezzi di zaffiro incastonati nella coda; il pavone chiude la sua ruota e i due zaffiri si fondono insieme, permettendo a Cal di comprendere che per lui e Angelina è forse giunto il momento di unire le forze.

## Efficienza aerodinamica
- Titolo originale: Lift/Drag
- Diretto da: Melissa Roxburgh
- Scritto da: Ezra W. Nachman e Ryan Martinez

### Trama
È il 31 Maggio 2024, due giorni prima della data di morte. Saanvi è tenuta segregata in una struttura gestita dalla dottoressa Gupta e, insieme a Troy, si occupa di analizzare la crescente attività vulcanica sotterranea. Troy elabora un piano: poiché il vulcano sembra essere reattivo alla frequenza ultra-bassa (la frequenza divina), propone di usare un impulso elettromagnetico per bombardare la scatola nera dell’aereo e bloccare la frequenza stessa. Cal continua a raccogliere diverse chiamate e le comunica ai vari passeggeri. La chiamata di Michaela la conduce alla struttura di riabilitazione dove lavorava Zeke e qui ritrova Carlos, il ragazzo che aveva ricevuto il cuore di Evie. Dopo una seduta con lui, Michaela scrive una lettera a Evie, la lega a un palloncino e lo lascia andare via, perdonando se stessa e lasciandosi alle spalle il passato. Insieme a Cal e Vance, Ben segue la sua chiamata e si ritrova nella struttura di Gupta, dove, nel frattempo, Saanvi e Troy decidono di usare l’impulso elettromagnetico per disattivare i sistemi di sicurezza e scappare. Troy si sacrifica, facendosi catturare dalle guardie, permettendo a Saanvi di riunirsi con Ben, Cal e Vance e di fuggire, portando con sé i dati raccolti nel lavoro degli ultimi mesi. Astrid, che si è unita agli altri passeggeri del centro detentivo, ha un malore; Saanvi, tornata nel centro, scopre che i suoi ansiolitici sono stati contaminati con del veleno e chiede a Jared e Drea di indagare. Tra i seguaci di Angelina, Eagan è insospettito dall’improvvisa scomparsa di Astrid e ipotizza che possa esserle stato fatto del male da uno dei seguaci stessi; temendo per la propria sorte, chiede ad Angelina di sposarlo e lei accetta. Dopo il matrimonio, però, si presenta Adrian. Cal è disperato quando, pur connettendosi con la coscienza divina, non è più in grado di raccogliere chiamate; più tardi, riceve la visita di Henry che gli regala una statuetta in legno del drago Shenlong. Per risvegliare i pazienti catatonici bloccati nella chiamata senza fine, Saanvi prova a sfruttare l’idea di Troy, bombardandoli con un piccolo impulso elettromagnetico. L’esperimento inizialmente sembra non funzionare, ma poco dopo Marko si risveglia.

## Formazione
- Titolo originale: Formation
- Diretto da: Claudia Yarmy
- Scritto da: Simran Baidwan e Margaret Easley

### Trama
Saanvi, Vance e Ben apprendono che Marko, al suo risveglio, ha mormorato la parola “Kovcheg”, che in bulgaro significa bara, interpretando questo come un segno dell’imminente fine. Cal parla agli altri della chiamata del pavone e di come questo significhi che, probabilmente, dovrà unire le forze con Angelina per permettere ai due zaffiri di fondersi; entra nella coscienza divina per cercare di far ragionare Angelina, ma senza successo. Più tardi, Michaela gli mostra un disegno dei Gemelli che le ha dato Carlos, mentre Olive, poco dopo, gli restituisce la statuetta di legno del drago Shenlong. Questi simboli, insieme al disegno del pavone della chiamata di Cal, sono i tre segni che hanno portato alla data di morte. Dopo che Ben scopre che “Kovcheg” significa anche Arca, tutti capiscono che lo zaffiro con il quale Cal deve unirsi non è quello di Angelina, bensì quello presente sul frammento dell’Arca di Noè che Saanvi ha gettato nella fenditura nei pressi di Storm King Mountain; pertanto, tutto il gruppo decide di recarsi lì e di accamparsi ai piedi della montagna, vicino alla fenditura. Adrian confessa a Eagan di essere andato in giro a scusarsi per tutto il male che ha causato ai passeggeri e ai loro cari. In seguito, Eagan gli rivela di essere a conoscenza dell’esistenza di un altro zaffiro (quello del frammento dell’Arca gettato da Saanvi) e di sapere esattamente dove trovarlo; decide, pertanto, di annullare il suo matrimonio con Angelina e di andarsene con Adrian. Quella notte, nell’accampamento, Michaela e Jared comprendono che per lui è meglio restare al fianco di Drea, ponendo fine alla loro storia. Più tardi, Ben si sveglia e trova Cal vicino alla fenditura. Per il ragazzo è giunto il momento di andare e, dopo aver ringraziato e abbracciato suo padre, scompare all’interno di una intensa luce blu che si innalza dalla fenditura fino al cielo e che viene vista da tutti i passeggeri.

## Ultima chiamata
- Titolo originale: Final Boarding
- Diretto da: Romeo Tirone
- Scritto da: Laura Putney e Jeff Rake

### Trama
La notte della data di morte, i passeggeri, seguendo la luce emessa dalla fusione tra lo zaffiro di Cal e quello del frammento dell’Arca di Noè, si riuniscono attorno alla fenditura. All’improvviso, la fenditura stessa si spalanca e dalle viscere della terra riemerge il volo 828; tutti i passeggeri iniziano a salire a bordo. Sul posto sopraggiunge Angelina con i suoi seguaci: la ragazza cerca di costringere tutti gli altri ad andarsene, ma proprio in quel momento i poteri del suo zaffiro svaniscono. Seguendo un indizio nel diario di Al-Zuras, Olive capisce che Ben dovrà alleggerire il proprio cuore e perdonare Angelina per l’omicidio di Grace se vorrà sopravvivere alla sua data di morte. Dopo che Angelina esprime rimorso per aver ucciso Grace, Ben la porta in braccio sull’aereo e, proprio mentre inizia un'eruzione vulcanica apocalittica, il volo 828 decolla. A bordo, i passeggeri vengono giudicati per le azioni che hanno commesso e undici di loro, tra cui Angelina, si trasformano in cenere a causa del male compiuto. Il tentativo disinteressato di Eagan di salvare Adrian permette a entrambi di sopravvivere, mentre Saanvi riesce a superare il giudizio perché aver salvato la vita di Cal ha bilanciato l'uccisione del Maggiore. Dalle ceneri dei passeggeri morti emerge un'oscura figura a forma di angelo che viene affrontato a viso aperto da tutto il gruppo, con Ben e Michaela che insistono su come l’aver fatto del bene e essersi impegnati a seguire tutte le chiamate debba essere sufficiente a garantire la salvezza dei passeggeri. L’oscuro angelo scompare e l’attività vulcanica si interrompe: il mondo è sopravvissuto all’apocalisse. Nella cabina di pilotaggio, Amuta e Michaela vedono all’orizzonte una luce blu intensa: si tratta del Bagliore, lo stesso che aveva inseguito l’aereo la prima volta. Michaela ordina ad Amuta di volare all’interno della luce. Così, il volo 828 viene mandato indietro nel tempo fino al 7 aprile 2013, giorno della scomparsa dell'aereo. I passeggeri, sorpresi ma felici di tornare alle vite e alle famiglie che hanno lasciato, comprendono che i fatti degli ultimi anni sono realmente accaduti e che è stata data loro una seconda possibilità. Chi era morto lungo il percorso viene riportato in vita, incluso Cal, che torna alla sua infanzia senza alcun ricordo degli ultimi cinque anni e mezzo. Ben ritrova Grace e Saanvi riabbraccia Alex, mentre Michaela rifiuta la proposta di matrimonio di Jared, dicendogli che presto troverà, nel proprio percorso di vita, la donna giusta per lui. Uscendo dall’aeroporto, Jared incontra Drea, arrivata sul posto insieme ad altri poliziotti per un’indagine riservata sull’aereo appena atterrato; poco dopo sopraggiunge anche Vance, chiamato ad investigare sulla misteriosa sparizione degli undici passeggeri dal volo 828. Ben comunica ad una sorpresa Grace che Saanvi sarà in grado di curare il cancro di Cal. Ricordando quello che si erano detti in una delle visioni, Michaela trova Zeke nel suo taxi fuori dall’aeroporto; salendo a bordo, gli dice di guidare senza una destinazione precisa e di prendere la strada più lunga, poiché ha molto da raccontargli.